# Julian Reim

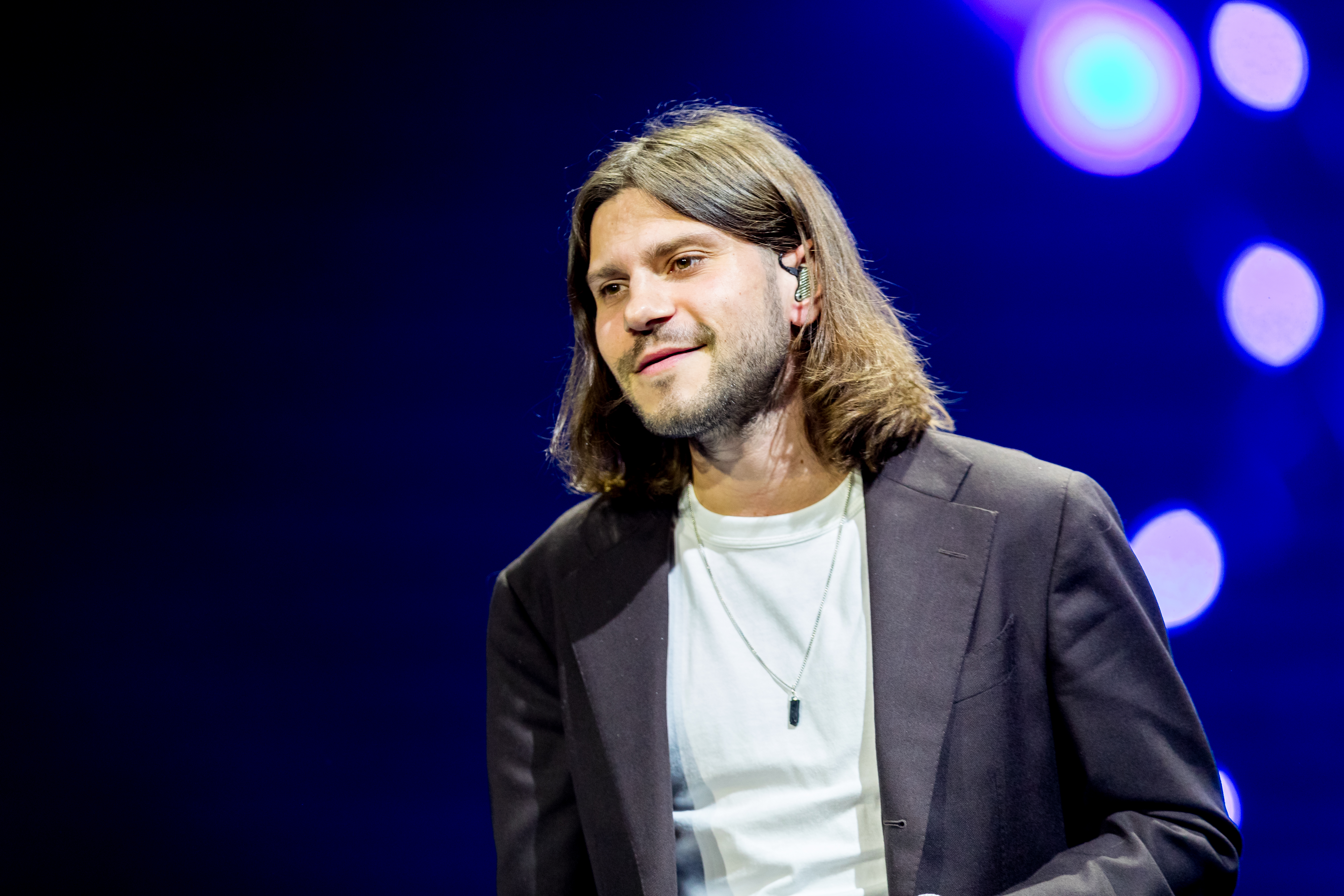
Julian Reim (2024)

Julian Reim (* 3. November 1996 in Naples, Florida) ist ein deutscher Schlagersänger. Er ist der Sohn von Matthias Reim und Margot „Mago“ Scheuermeyer.

## Biografie
Im Alter von 13 Jahren lernte Reim das Gitarrespielen. Sein erster TV-Auftritt war 2010 in der Sendung Willkommen bei Carmen Nebel. Im Jahr 2017 machte er sein Abitur und zog danach für ein Jahr nach Mallorca. Er lebt mit seiner Lebensgefährtin am Bodensee.

## Diskografie
Studioalben

| Jahr | Titel          | Höchstplatzierung, Gesamtwochen, AuszeichnungChartplatzierungen (Jahr, Titel, Platzierungen, Wochen, Auszeichnungen, Anmerkungen) | Höchstplatzierung, Gesamtwochen, AuszeichnungChartplatzierungen (Jahr, Titel, Platzierungen, Wochen, Auszeichnungen, Anmerkungen) | Höchstplatzierung, Gesamtwochen, AuszeichnungChartplatzierungen (Jahr, Titel, Platzierungen, Wochen, Auszeichnungen, Anmerkungen) | Anmerkungen                       |
| Jahr | Titel          | DE | AT | CH | Anmerkungen                       |
| ---- | -------------- | --- | --- | --- | --------------------------------- |
| 2022 | In meinem Kopf | DE25 (1 Wo.)DE | AT64 (1 Wo.)AT | CH65 (1 Wo.)CH | Erstveröffentlichung: 6. Mai 2022 |

Singles

| Jahr | Titel Album           | Höchstplatzierung, Gesamtwochen, AuszeichnungChartplatzierungen (Jahr, Titel, Album, Platzierungen, Wochen, Auszeichnungen, Anmerkungen) | Höchstplatzierung, Gesamtwochen, AuszeichnungChartplatzierungen (Jahr, Titel, Album, Platzierungen, Wochen, Auszeichnungen, Anmerkungen) | Höchstplatzierung, Gesamtwochen, AuszeichnungChartplatzierungen (Jahr, Titel, Album, Platzierungen, Wochen, Auszeichnungen, Anmerkungen) | Anmerkungen                              |
| Jahr | Titel Album           | DE | AT | CH | Anmerkungen                              |
| ---- | --------------------- | --- | --- | --- | ---------------------------------------- |
| 2019 | Grau                  | — | — | — | Erstveröffentlichung: 6. September 2019  |
| 2020 | Euphorie              | — | — | — | Erstveröffentlichung: 27. März 2020      |
| 2020 | Eine Welt entfernt    | — | — | — | Erstveröffentlichung: 6. November 2020   |
| 2021 | Gravitation           | — | — | — | Erstveröffentlichung: 16. April 2021     |
| 2021 | Fühlen wir uns gut an | — | — | — | Erstveröffentlichung: 17. September 2021 |